# 얀오베 발드네르
얀오베 발드네르(스웨덴어: Jan-Ove Waldner, 스웨덴어 발음: [ˈjɑːn uːvɛ ˈvǎldnɛr], 1965년 10월 3일~)는 스웨덴의 탁구 선수이다. '발트너'라 불리기도 한다. 중진 양핸드 올라운드 플레이어로서 공을 다루는 신기에 가까운 능력으로 유명하다. 세계 탁구계의 '살아있는 전설'이자 '탁구 황제'로 불린다.

## 경력
1965년 스톡홀름에서 태어났다. 5살 때 탁구에 재능이 있다고 생각한 부모의 권유로 형인 셸오케와 함께 탁구를 시작했다.
1981년 스웨덴 탁구 선수권 대회 복식에서 우승했고, 1982년, 16세의 나이에 유럽 탁구 선수권 대회 남자 단식에서 준우승하여 일약 이름을 알렸다. 1989년 세계 탁구 선수권 대회 남자단식에서 우승하였고, 1991년과 1993 연속으로 세계 탁구 선수권 대회 단체전을 예르겐 페르손, 미카엘 아펠그린 등과 함께 스웨덴이 석권하면서 세계탁구계에 지각변동을 일으킨다. 탁구의 새로운 흐름을 알리며 이후 세계 탁구계는 중국을 중심으로 한 아시아 탁구와 스웨덴을 중심으로 한 유럽 탁구가 균형을 잡아가기 시작한다. 
발드네르는 1992년 하계 올림픽 남자단식에서도 금메달을 따면서 전성기의 실력을 보여줬다. 탁구가 1988년 하계 올림픽에서 정식 종목이 채택된 이래, 현재까지 중화인민공화국과 대한민국과 일본 선수를 제외하고는 그가 올림픽 탁구 종목에서 금메달을 딴 유일한 선수이다. 1997년 세계 탁구 선수권 대회 남자단식에서도 우승하였다. 그는 중국이 주도하는 세계 탁구계의 질서를 흔드는 가장 뛰어난 유럽 선수로 명성이 높아, 중국에서는 "라오와(老瓦)"라는 애칭으로 인기를 끌기 시작했다. 2000년 하계 올림픽에도 출전하여 단식에서 중국의 쿵링후이와 결승 명승부 끝에 은메달을 땄다. 
또한 2000년 세계 탁구 선수권 대회 단체전에서 스웨덴이 다시 우승하는 1등공신 역할을 한다. 이후, 유럽 탁구는 중국세에 밀려 차츰 하향세를 걷는다. 38세의 많은 나이에도 2004년 하계 올림픽에 출전, 세계 톱랭커 마린, 티모 볼 등의 젊은 선수들을 연달아 이기는 관록을 보여주며 준결승까지 진출하는 새로운 역사를 썼다. 준결승에서 대한민국의 유승민에게 2:4로 패했지만 인상적인 승부사의 면모가 다시 발휘되었다. 
2006년 세계 선수권 대회를 끝으로 국가대표에서 은퇴했으나, 프로 선수로는 활동을 계속하여 2010년에는 스웨덴 탁구 선수권 대회에서 다시 단식 정상을 차지하였다. 이후 2016년 스웨덴 선수권 대회를 끝으로 현역에서 은퇴했다.

## 전형
- 발드네르는 당시 전진속공 위주의 중국탁구의 전형에 대해 파워 있는 양핸드 드라이브 공격 위주의 유럽식 전형이 완성되어가는 시기에 양핸드 올라운드 전형으로서 균형잡힌 스타일을 보여준다. 스피드와 파워로 탁구의 패러다임이 맞서던 시기에 발드네르의 스타일은 중국뿐만 아니라 세계탁구의 기술 체계에 큰 영향을 줬고, 지금까지도 그 여파가 미치고 있다.